# Riccardo De Paolis
Riccardo De Paolis (Roma, 9 gennaio 1854 – Roma, 24 giugno 1892) è stato un matematico italiano, studioso di geometria secondo l'indirizzo di Luigi Cremona.

## Biografia
Studiò all'Università di Roma con Luigi Cremona, Eugenio Beltrami e Giuseppe Battaglini, dove si laureò nel 1875. Nel 1878, diventò professore di algebra e geometria all'Università di Bologna dove rimase fino al 1880 quando passò all'Università di Pavia quindi, nel 1881, all'Università di Pisa dove concluse la sua carriera accademica. Fu socio corrispondente della R. Accademia dei Lincei.
De Paolis, con Ettore Caporali, Giuseppe Veronese e Giovanni Battista Guccia, ha contribuito alla nascita della scuola italiana di geometria algebrica.
Tra i suoi studenti, si ricordano Edgardo Ciani, Federigo Enriques, Mario Pieri, Giulio Lazzeri.

## Opere
- Elementi di geometria Torino: E. Loescher, 1884.